# Kameleon efekat
Kameleon efekat je nesvesno imitiranje pokreta, reči, akcenta, mimike, facijalne ekspresije ili položaja tela naših sagovornika. Poput kameleona, prilagođavamo se našoj okolini, jer nam to pomaže da se osećamo prihvaćenijim i sigurnijim u socijalnom okruženju.
Eksperiment je izveden 1999. godine. Autori eksperimenta bili su Tanya L. Chartrand i John Bargh. Glavna pitanja kojima su se autori eksperimenta bavili bila su da li ljudi automatski imitiraju ponašanje drugih, iako su im te osobe nepoznate, i da li će kod ljudi koji su otvoreniji za mišljenja drugih ovaj efekat biti izraženiji. Istraživanje se sastojalo od tri eksperimenta.

## Objašnjenje eksperimenta

### Prvi eksperiment– Ispitivanje nesvesnog imitiranja nepoznatih osoba

#### Pregled
Prvi eksperiment je izveden u 2 sesije, u trajanju od po 10 minuta. Tokom prve sesije studenti su razgovarali sasaradnikom u eksperimentu (engl. confederate - C1) i naizmenično opisivali fotografije. Studenti su imali isti zadatak i u drugoj sesiji sa drugim saradnikom (C2). 
“Učesnici” C1 i C2 su imali različite pokrete tokom ovih razgovora. Tokom prve sesije C1 je cupkao nogom ili dodirivao lice. Tokom druge sesije C2 je radio sve što C1 nije. Takođe, njihove facijalne ekspresije su varirale. U prvoj sesiji se C1 osmehivao, a C2 nije tokom druge sesije. 
Ceo eksperiment je sniman, kako bi se kasnije moglo ustanoviti koji učenici su imitirali ponašanje saradnika.

#### Učesnici
U eksperimentu je učestvovalo 39 studenata Uvodnog kursa psihologije, od kojih je 4 isključeno iz analize (3 učesnika nisu potpisala dozvolu da se snimak njihovog razgovora sa saradnikom analizira, a jedan učesnik je posumnjao da je jedan od njegovih sagovornika u stvari bio eksperimentator). 
Tokom razgovora sa 14 učesnika C1 se osmehivao i cupkao, dok je C2 dirao lice i nije se osmehivao u toku razgovora sa ovim istim učesnicima. Postojala je pretpostavka da će razgovor sa nasmejanim saradnikom uticati na interakciju sa drugim nenasmejanim saradnikom.

#### Procedura
Svaki učesnik je pojedinačno razgovarao sa C1 i C2. Pre svakog razgovora, eksperimentator bi uključio kameru, pustio učesnika u prostoriju i izašao na 1 minut, tokom kog je učesnik sniman, kako bi se utvrdilo da li je učesnik dirao lice, cupkao nogom ili se osmehivao pre bilo kakvog razgovora sa eksperimentatorima. Potom bi se eksperimentator vratio u sobu. Ispitanicima nije objašnjeno šta je predmet eksperimenta. Zatim bi eksperimentator uveo i drugog „učesnika“ (C1), za kog niko od učesnika nije znao da učestvuje u eksperimentu.
C1 i ispitanik su opisivali fotografije. C1 i ispitanik su sedeli na pola okrenuti jedan ka drugom i ka eksperimentatoru. Učesnici su mogli da vide sve pokrete saradnika C1 i C2, ali nisu mogli da vide pokrete eksperimentatora, jer je veći deo njegovog tela bio zaklonjen stolom za kojim je sedeo. Nakon što su završili zadatak, eksperimentator je rekao da će jedan od učesnika preći u drugu prostoriju na sledeći razgovor, a da će drugi ostati i sačekati novog učesnika. Eksperimentator je otpratio C1 iz sobe i posle jednominutne pauze uveo C2. Tokom sesije C2 je imao pokrete koje C1 nije. Na kraju ove sesije, eksperimentator je rekao da će učesnici pojedinačno prisustvovati debrifingu . Tokom debrifinga, eksperimentator je pokušao da sazna da li su ispitanici naslutili da je drugi ispitanik u stvari saradnik i da li su kod svojih sagovornika primetili neke pokrete ili bilo šta drugo što bi im nagovestilo problem istraživanja.

#### Rezultati
Snimana su tri dela eksperimenta: kada su ispitanici bili sami u sobi pre interakcije sa saradnikom (baseline-BL), deo koji su proveli sa C1 (T1) i deo koji su proveli sa C2 (T2). Snimke su analizirala dvojica sudija, koji nisu znali ništa o učesnicima. Varijable proizišle iz ove analize su: broj puta koliko se ispitanik nasmešio, broj puta koliko je ispitanik počešao lice i broj puta koliko je ispitanik cupkao nogom.

#### Facijalna ekspresija
Kao što je i pretpostavljeno, facijalna ekspresija saradnika imala je statistički značaj. Učesnici su se osmehivali više puta u minute tokom interakcije sa nasmešenim saradnikom nego sa onim sa neutralnim izrazom lica. Ovaj rezultat pokazuje da su učesnici zaista imitirali ponašanje učesnika C1 i C2.

#### Merenje ponašanja
Pokreti učesnika (pomeranje noge i češkanje lica) su uzeti za varijable. Pretostavka je bila da će ispitanici pomerati nogu ili češkati lice više u prisustvu saradnika koji to isto radi.

### Drugi eksperiment — Adaptivna funkcija kameleon efekta

#### Pregled
Drugi eksperiment je izveden u jednoj sesiji, u trajanju od 15 minuta. Tokom sesije učesnici su razgovarali sa drugim saradnikom i naizmenično opisivali ono što vide na različitim fotografijama. 
Tokom nekih razgovora saradnici su imitirali ponašanje učesnika tokom interakcije (eksperimentalna grupa ), dok su se tokom drugih ponašali neutralno, odnosno u neopisanim manirima (kontrolna grupa ). 
Kada je interakcija završena, učesnici su popunili upitnik u kojem su odgovarali na pitanja: (a) koliko im se dopao sagovornik i (b) koliko je glatko tekla konverzacija.

#### Učesnici
U eksperimentu je učestvovalo 78 studenata Uvodnog kursa psihologije Njujorškog Univerziteta, od kojih je 6 isključeno iz finalne analize ( 2 učesnika iz kontrolne grupe zbog svog ponašanja koje je bilo isto kao neutralno ponašanje saradnika, što nije bilo očekivano ponašanje za ovu grupu, a 4 zbog svoje sumnje da su drugi učesnici zapravo bili saradnici, a važno je i naglasiti da ni oni, međutim, nisu uspeli da primete početnu, ispitivanu hipotezu).
Od 72 učesnika, 37 je imalo konverzaciju sa saradnikom u eksperimentalnoj, a 35 u kontrolnoj grupi.
U eksperimentu su takođe učestvovala 4 asistenta, koji su bili obučeni da imitiraju govor tela, ali nisu bili upućeni u tačnu hipotezu eksperimenta.

#### Procedura
Procedura je bila ista kao i u prvom eksperimentu gde je svaki učesnik eksperimentu pojedinačno razgovarao sa saradnikom. Kao prethodno pomenuto postojala je razlika u ponašanju asistenata u eksperimentalnoj i kontrolnoj grupi. Po završetku razgovora i opisa fotografija učesnici su bili zamoljeni da u privatnosti i samostalno na skali od 1 do 9, popune upitnik koji se sastojao od deset stavki, od kojih su samo dva pitanja, (a) koliko im se dopao sagovornik i (b) koliko je glatko tekla konverzacija, bila ključna dok su ostala služila samo da se prikrije cilj eksperimenta. Učesnicima je bilo rečeno da po završetku izađu u hodnik, gde su im bila postavljenja još tri  pitanja: da li su sumnjali da je drugi sagovornik bio saradnik, da li su primetili da je sagovornik oponašao njihove pokrete i da li je cilj eksperimenta bio drugačiji od priče koja im je na početku rečena. Na samom kraju im je otkriven i početna pretpostavka samog istraživanja.

#### Rezultati
Pretpostavljeno je da ce učesnici u eksperimentalnoj sobi dati više, odnosno bolje ocene ‘‘učesnicima’’ i toku konverzacije, u poređenju sa učesnicima u kontrolnoj grupi. Da bi se ispitala ova teza korišćena je multivarijantna analiza variranja (MANOVA). Tokom analize zanemareni su neki faktori koji nisu pokazali značajan uticaj na ključno pitanje, poput pola. Kao što je i očekivano, ukupni efekat oponašanja je imao uticaj na utisak koji su učesnici imali o ‘‘učesnicima’’ i toku konverzacije, odnosno njihovim ocenama je potvrđena početna pretpostavka. 
Tokom analize podataka takođe je bilo važno uzeti u obzir alternativna objašnjenja ovih otkrića. Zbog moguće pojave drugačijeg ponašanja saradnika  dve grupe, koja nije rezultat početnog zahteva koji je postavljen, odnosno sumnje da su se saradnici, iako neupoznati sa tačnom hipotezom, nesvesno ponašali različito prema učesnicima u zavisnosti od grupe (npr. nesvesno su se više su se osmehivali ili uspostavljali kontakt očima sa eksperimentalnom u odnosu na kontrolnu grupu). Međutim, pregledom snimaka napravljenih tokom eksperimenta i ocenjivanjem ponašanja saradnika od strane novog sudije, izveden je zaključak da su razlike minimalne i da su uticaji zanemarljivi.

### Treći eksperiment - Individualne razlike u nesvesnoj mimici

#### Pregled
Cilj ovog eksperimenta je bio proveriti da li postoje individualne razlike pri nesvesnom oponašanju, odnosno da li osobine poput empatije mogu da utiču na zaključke donesene u prethodna dva eksperimenta.

#### Učesnici
U eksperimentu je učestvovalo 55 studenata Uvodnog kursa psihologije Njujorškog Univerziteta, od kojih je 5 isključeno iz finalne analize.
Četiri asistenta su bila obučena da kontinuirano cupkaju nogom i dodiruju lice tokom svake interakcije koju su imali sa učesnicima. 
Korišćene su iste fotografije, soba i kamere kao i u prethodna dva eksperimenta.

#### Procedura
Svaki od učesnika je individualno učestvovao u istraživanju. Ključna procedura je bila ista kao i u prva dva eksperimenta (opisivanje fotografija). Velika razlika je bila ta što je saradnik istovremeno cupkao nogom i dodirivao lice.Takođe, “učesnici” su izbegavali kontakt očima, kad god je to bilo moguće. Po završetku razgovora i opisa fotografija učesnici su bili zamoljeni da u privatnosti i samostalno popune IRI  upitnik, čiji je cilj bio utvrđivanje stepena tendencije spontanog usvajanja tuđe perspektive gledanja (perspective taking). Drugim rečima, koliko su učesnici skloni da situaciju sagledaju iz tuđe perspektive. Sve stavke su zahtevale odgovor na skali do 5 (A=ne opisuje me dobro; E=opisuje me veoma dobro).

#### Rezultati
Rezultati IRI testa su bili razvrstani u dve kategorije, na osnovu niskog, odnosno visokog stepena saosećanja sa drugima. Korišćenjem ANOVA  metode, uključeni su varijable IRI testa, kao i broj puta koji su učesnici dodirnuli lice ili cupkali nogom. Varijable pola nije pokazala značajan uticaj na rezultate, i nije dalje razmatrana. Krajnji rezultati su pokazali da su ljudi ca većom tendencijom da posmatraju situaciju iz tuđe perspektive, bili skloniji nesvesnom imitiranju pokreta, za razliku od učesnika koji su svrstani u drugu grupu.